# Шльокавица
 Тази статия е за правописната форма.  За вида алкохолни напитки вижте Ракия.  
„Шльо̀кавица“ (назовавана също майму̀ница, за други примери за наименования виж по-долу) е начин на изписване на български език, при който се използва несистематизирана комбинация от латински букви, цифри и други символи, намиращи се на клавиатурата на компютър, мобилен телефон или друго електронно устройство. Аналогично явление съществува в трите източнославянски страни, чиито официални езици използват кирилица – Русия, Украйна и Беларус. В Русия явлението се нарича транслит. Аналогично явление е т.нар. лийт (на английски: leet (l33t)) в англоговорещите страни, като заедно с шльокавицата споделят общи характеристики като използване на цифри, съкращения и неграматичен език, но причините за възникването и употребата му в английски са коренно различни (напр. в лийт неправилните морфологични и граматични изрази имат хумористичен произход, докато при шльокавицата са свързани с определена степен на непоследователност, неподреденост и дори некохерентност на мисълта и цялостно неумение за боравене с езика). Ползването на латински букви и цифри се наблюдава и в гръцки език – грийклиш.
Шльокавицата няма точно установени правила на транслитерация или транскрибиране, има за цел бързината на изписването и се използва съобразно материалните, софтуерните и интелектуални възможности на пишещия. В българския език съществува стандартизация за транслитерирането на български букви с латински при пренасянето на български лични имена, имена на географски обекти и т.н. на английски и други езици при превод, но ползващите шльокавица рядко ползват тази стандартизация, и специфично шльокавицата се характеризира с употребата на цифри в допълнение на латинската азбука, както и неграматичност. Съществува и трета писмена норма на българския книжовен език, която използва латиницата като официално писмо, това е банатската българска книжовна норма, но в нея писменият език е стандартизиран, което също го отличава от шльокавицата.

## Име
Шльокавицата има и други варианти на названието си: мето̀диевица, мето̀диица, кирлѝвица, шитлѝвица, лайня̀ница, мѐйлица, ча̀тица, латѝнец, есемѐсица (понякога изписвано смсица) и Ѝнтернет жарго̀ница. За да се подчертае негативното отношение към шльокавицата, понякога се изписва като „6lyokavica“ (или подобни) дори в текстове на кирилица, което всъщност е изписването на думата „шльокавица“ на шльокавица.
Смята се, че за пръв път терминът „шльокавица“ е употребен в това си значение от журналиста в Българското национално радио Никола Антонов. Терминът „мето̀диевица“ е измислен от сина на известния поет Георги Константинов, Константин, още в средата на 90-е години на ХХ век.

## Произход
Исторически употребата на латиница предшества употребата на кирилица – още Черноризец Храбър казва, че „след като се кръстиха [славяните] бяха принудени да пишат с римски и гръцки букви без порядък“. Писането на български език с гръцка азбука може да се проследи чак до края на XIX век, заради гръцкото културно и икономическо влияние.
Латиницата се използва най-често при липса на софтуерна възможност, достатъчно време или знание за конфигуриране на компютрите за въвеждане на символи на кирилица, и в случаите на липса или несъвместимост на кирилица в мобилни телефони, но в действителност най-често се употребява от хора, които просто писането на латиница им е по-удобно или приятно и конкретно в случая с шльокавицата – това е в съчетание на неумението и нежеланието за придобиване на умението за правилно боравене с българския език.
Шльокавицата като понятие е тясно свързана с компютрите и интернет. Най-честата употреба на шльокавица е при комуникация чрез чат, е-поща, SMS съобщения и дискусионни форуми.
Много потребители имат свой начин на транслитерация, а освен букви, употребяват и други графични символи от кодовата таблица. Това прави систематизирането почти невъзможно.
Освен липсата на систематичност за предаване на буквите от кирилица на латиница, шльокавицата се различава от транслитерацията и поради употребата на цифри и препинателни знаци вместо букви. Типичен пример за това е употребата на „6“ като „ш“ (вместо „sh“) поради съвпадението на началния звук и на „4“ като „ч“ (вместо „ch“), където е налице и визуална прилика. Някои заместители са влезли в употреба поради липсата на еднобуквени латински еквиваленти, но много хора ползват различни съответствия, което предизвиква хаоса и оттам недоволството на голяма част от Интернет обществото.
Шльокавица се използва често и при писане на SMS-съобщения от мобилни телефони, тъй като някои от произведените преди 2002 г., не поддържат кирилица или настройката за това е по-трудна. Също така при съобщенията чрез мобилни телефони латиницата е по-икономична за предаване на големи съобщения. Ако съобщението е ограничено до 160 символа (стандартно 7-битово кодиране), с латиница действително могат да се изпишат 160 букви или знака, докато с кирилица (16-битов Уникод), дължината се намалява приблизително наполовина (70 символа) .
Икономията на символи е едно от оправданията за предложение на група учени от БАН за нов стандарт, при който за пренасяне на кирилицата, се използват латински букви . Трябва обаче да се отбележи, че стандартните кодирания CP-1251, КОИ8, ISO-8859-5 и др. ползват 8-битови знаци и ако се ползват те вместо Уникод, дължината на съобщението няма да се намали. От друга страна, кодирането КОИ8 може да се ползва и възстанови дори без последния бит. „Текст на Български“ в 7 бита би изглеждало „tEKST NA b_LGARSKI“ (примерно на много стари телефонни апарати). По тези и други причини, голям брой компютърни специалисти са против разработване и въвеждане на нов стандарт ( Архив на оригинала от 2011-04-22 в Wayback Machine.   ).

## Азбучни съответствия и варианти в български език
Таблицата за транслитерация е приблизителна, тъй като шльокавицата няма правила, а често използващите я не се придържат към систематичност дори за собствените си текстове. При транслитерация от шльокавица към кирилица, често се получават множество варианти.
| - а ─ a - б ─ b - в ─ v, w - г ─ g (рядко: \|^) - д ─ d - е ─ e - ж ─ j, g, v, z, zh, }\|{, * - з ─ z, 3 - и ─ i - й ─ j, i, y, i~ | - к ─ k (рядко: c) - л ─ l, /\ - м ─ m - н ─ n - о ─ o, 0 - п ─ p, (рядко: | ) р ─ r, p с ─ s, c т ─ t у ─ u, y | - ф ─ f (рядко: (I)) - х ─ h, x (рядко: kh) - ц ─ c, ts, tz, z (и други...) - ч ─ 4, ch, ~ (рядко: h, c, 5, q, c~, c^, c#) - ш ─ 6, sh, s, {, w, \|_\|_\|, | (рядко: ch) щ ─ 6t, 7, sht, st, }, wt, \|_\|_\|,, 6 (рядко: cht) ъ ─ 1, y, a, w, u, @, _ (рядко: 2, 3, `, i) ь ─ i, j, y, x, ' (рядко: 1, 8) ю ─ iu, ju, u, yu, \, \|, x я ─ ja, ya, ia, q, 9, @ |

Някои използващи шльокавица се опитват да предадат на латиницата кирилски облик и така се появяват хаотични главни и малки букви в думата, тъй като главната латинска H, изглежда като българската н, малката латинска n, прилича на кирилската п и така нататък (това са примери за омоглифове): eTo Taka HanpuMep. Този начин на изписване се среща по-често при руския език и се нарича хумористично „кодировка Волапюк“ по името на едноименния изкуствен език.

## Азбучни съответствия и варианти в руски език
| а | a                              | к | k, c | х | h, x, kh                   |
| б | b                              | л | l    | ц | c, ts, z                   |
| в | v, w                           | м | m    | ч | ch, 4                      |
| г | g                              | н | n    | ш | sh, w                      |
| д | d                              | о | o    | щ | sh, sch, shch, shh, w      |
| е | e, ye, je                      | п | p    | ъ | ', y, j, '', #, изпуска се |
| ё | yo, jo, io, e                  | р | r    | ы | y, i                       |
| ж | zh, j, z, g                    | с | s    | ь | ', y, j, изпуска се        |
| з | z                              | т | t    | э | e, je, eh, e', ye          |
| и | i                              | у | u    | ю | yu, ju, iu, u              |
| ѝ | y, j, i, изпуска се -ий/ый → y | ф | f    | я | ya, ja, ia, a              |

## Азбучни съответствия и варианти в македонския литературен език
| а | a         | ј | j         | т | t         |
| б | b         | к | k         | ќ | kj, k, kk |
| в | v         | л | l         | у | u         |
| г | g         | љ | lj, ll, l | ф | f         |
| д | d         | м | m         | х | h         |
| ѓ | gj, g, gg | н | n         | ц | c         |
| е | e         | њ | nj, n, nn | ч | ch, c, cc |
| ж | z, zh, zz | о | o         | џ | dz, dzh   |
| з | z         | п | p         | ш | sh, s, ss |
| ѕ | dz, z     | р | r         |   |           |
| и | i         | с | s         |   |           |

## Примери
Табелка на потребител на интернет, който не е противник на шльокавицата
Това са отговори на анонимни потребители, които са поканени да пишат на кирилица в един форум. Могат да се наблюдават всички по-долу изброени критики. Самите примери не са променяни.
```
Hallo, ti GOLQM bulgarin, kato SLAVI TRIFONOV li si,
ili si ot po-malkite bulgari – kato men, deto sluguvat
na anglijskata kralica? Tyk nqmat kirilo-metodievata
azbuka na kompjutrite, sorry...
```

```
kato iskate da se pi6e na kirilica, ami slojete kirilizator
kakavto ima v dir.bg, da se smenqt ezicite ot web stranicata
na akademiqta, 6toto az nqmam BDS klaviatura, a tezi piratski
versii na flex-type samo mi skapvat windowsa, taka 4e za da
iska6 trqbva da dade6 ne6to i ti
```

```
Az giveia v chugbina i ugasno mi lipsva vazmognostta da pisha
na kiriliza. Imate li niakakvi saveti pe kakav nachin moga da
pisha na kirilica s klaviatura, samo na kirilica.
```

```
Moite saboleznovania.Lo6 kasmet si izvadil,brat.Ne e lesno
da si bulgarin i da pi6e6 na bulgarski.Zeliat sviat pi6e na
latiniza,samo nie se penim,4e si imame kiriliza.
```

```
Tova e vqrno,za6toto sum gledal dokumentalniti filmi na
Nechanal Geograpshik.Az vqrvam,4e Tornado moje da se poqvi na
vsqkade.Edin moi priqtel koito se kazva Toni ne vqrva,4e
Tornadoto moje da se poqvi na vsqkade.
```

```
Tornadoto e vurtq6t se buzdu6en stulb, obiknoveno okolo 0,5km
6irok.V centara mu se obrazuva nisko atmosferno nalqgane i
zatova tornadoto vcmukva razli4ni ne6ta po putq si.Tornadoto
razviva skorost okolo 400km/
ч
.Obiknoveno zatihva sled 20km.
Tornadoto se 
наблюдава
 nai-чеsto v Avstraliq i 
САЩ
 po vreme
na letnite 
бури
.
```

## Критики
| Бъди ПИЧ! |
| Пиши на   |
| КИРИЛИЦА! |

Табелка на потребител на интернет, който е противник на латиницата
Противниците на „шльокавицата“ посочват следните недостатъци:
- латинската азбука не е предвидена за българския език. Още Черноризец Храбър казва: „Но как може да се пише добре с гръцки букви Богъ, или животъ“. Буквите на латиницата са по-малко на брой, а и не всичките могат да се ползват при транслитерация. Дори и да се ползват официалните правила за транслитерация (утвърдени с Правилник съгласно член 19 на Закона за българските документи за самоличност), прочитането на текста е по-бавно и трудно от прочитането на същия текст на кирилица;
- много малко писачи на шльокавица спазват стандарти: обикновено всеки използва различни латински букви или комбинации като съответствия на кирилицата. Това още повече затруднява комуникацията;
- често се забелязват писачи, които нямат собствена дисциплина и дори в кратки текстове използват най-различни варианти на транслитерация за еднакви кирилски букви;
- нечетливост, например:
  - „би6коти“ (т.е. „бишкоти“)
- в текстове на шльокавица се забелязва пренебрегването на правописни, граматически, стилови и/или пунктуационни правила;
- шльокавицата води до нов вид правописни грешки в българския език при преминаването от шльокавица в кирилица, когато символите използвани за изписване на български на латиница се използват и сред кирилицата.[4] Все пак подобна грешка вече може да се допусне и от стандарта на БДС за фонетичната клавиатура. Например:
  - „по4вам“ или „по4жам“ за „почвам“;
  - „6ест“ или „схест“ за „шест“;

- допълнително усложняване се получава от факта, че събеседниците често използват думи на чужд език или думи, изписани според английския (или друг) правопис, вместо като систематична транслитерация на българската дума, например:
  - „hello“, „hallo“, „hi“ за „здравей“;
  - „10x“, „10q“ за „благодаря“;
  - „w8“ за „чакай“
  - „e-mail“ за „е-поща“ (вместо „e-meyl“ или „e-poshta“);
  - „(web)site“ за „уебсайт“ (вместо „uebsayt“);
  - редица други съкращения от английския интернет жаргон, като „btw“, „afk“, „lol“, „pls“, „imho“, „imnsho“, „etc.“, „omg“, „ffs“, „wtf“, „gtfo“, „stfu“ и други.

## Причини за употреба
Хората, пишещи на български с латинска азбука обикновено посочват следните причини:

### Технически ограничения
- Потребителите твърдят, че няма откъде да изтеглят Flex Type, популярна платена програма, която кирилизира Windows, че изтеглянето на кирилизиращи програми от съмнителни сайтове и използването им крият рискове за операционната система на компютъра.
  - Обикновено хората с опит отговарят, че такива програми са излишни; операционните системи Windows 98 и по-нови имат вградена поддръжка на кирилица, която само трябва да се настрои, за да работи, и посочват сайтове с подробни указания. А операционната система ГНУ/Линукс може да използва кирилица още по време на инсталирането си.

- Потребителите посочват, че в чужбина на клавиатурите им нямат отбелязани червени букви с кирилица и дори и да се настрои системата, не им е възможно да отгатнат клавишите.
  - Обикновено такива потребители биха предпочели „фонетичния“ вариант на българската клавиатура, при който повечето букви на кирилица отговарят на близки по произношение букви на латиница и така няма нужда от отбелязване на буквите по клавишите. За добавяне на такава настройка също има много сайтове с указания.

- Потребителите пишат от чужд, служебен или публичен компютър, евентуално в чужбина, който не е настроен да пише с кирилица, и който няма възможност да бъде настроен.
  - Противниците на шльокавицата предлагат, че в такъв случай би могло да се ползва т.нар. конвертор или превеждаща програма от латиница към кирилица (съществуват много такива он-лайн, които няма нужда да се инсталират).

- Някои потребители намират, че повечето програми за превод не са удобни за ползване, тъй като потребителите имат различни навици за писане, които невинаги се зачитат от програмите.
  - Привържениците на кирилицата и програмистите посочват няколко конвертора последно поколение, за които или се настройват всички буквени съответствия (както на всеки му е удобно), или автоматично се адаптират към начина на писане и превеждат на български без допълнителни настройки. Тези конвертори работят в повечето съвременни браузъри и са поставени във все повече форуми и пощенски системи.

- Също така съществуват определни доставчици на електронна поща, които имат проблеми с пращането и визуализирането на текст в писмото на кирилица. Например Yahoo! (Classic)[5] е един от тях.
  - Този проблем може да бъде заобиколен, като текстът се изпрати в прикачен файл към писмото. Въпреки това някои потребители не биха посмели да отворят файл от празен и-мейл, съмнявайки се в безопасността и достоверността на писмото. Друг, макар по-малко ефективен начин, да се заобиколи проблема, е писмото да се напише на грамотен български език, да бъде прикачен файл с текста, и единствено на шльокавица да се добави „Ако имате проблеми с разчитането на кирилица, погледнете прикачените файлове“.

### Други причини
- Някои потребители нямат време или желание да кирилизират системата си или да ползват превеждаща програма и предпочитат да пишат на шльокавица, тъй като това е конфигурацията по подразбиране. Те изтъкват, че всеки потребител преценява кой начин на писане му е по-удобен и твърдят, че имат правото да изберат кой начин на писане да използват, съответно са избрали да пишат на шльокавица.
  - Привържениците на кирилицата предлагат да се пренебрегват или изтриват текстове на шльокавица. По този начин те смятат, че потребителите ще бъдат принудени да намерят начин да използват кирилица.

- Честата смяна на режимите за въвеждане на кирилица/латиница при писане понякога е много досадна.
  - Комбинацията от клавиши, с която се сменя режима на въвеждане между кирилица и латиница може да се настройва и всеки може да го направи според личните си предпочитания.
  - Смесването на кирилица и латиница в един текст е рядко срещана нужда, освен в специализирани документи или по време на преводаческа дейност. Ако става дума за разговорен език, в който жаргонно се използват думи на чужд език и те биват изписвани на съответния език в оригинал с латински букви, то писането на кирилица може да създаде полезен навик да се употребяват по-малко чуждици и да се популяризират съществуващите български съответствия. По този начин се запазва автентичността и чистотата на българския език и същевременно се намалява ефектът от глобализацията.
  - Би могъл също са се ползва „фонетичният“ вариант на клавиатурата, при който има приблизително съответствие на буквите на кирилица с клавишите на латиница.

За потребителите без кирилица, писането на латиница, превръщането на кирилица, преглеждането и поправянето на грешки действително отнема повече време и усилия, отколкото само писане на латиница. Въпреки това много хора използват подобни конвертори, защото четенето на кирилица е по-лесно както за тях, така и за събеседниците им.

## Реакция в интернет общуването
Модерацията на много сайтове и редица форуми задължава потребителите да пишат на кирилица. Съществуват многобройни инициативи в тази насока с патриотично послание. Предлагат се кирилизиращи функционалности, а нарушителите са санкционирани, включително с блокиране на правата за достъп.

### Статии
- Езикознание & нет култура – статия от Людмила Кирова
- Защо не бива да има стандартен начин за изписване на кирилицата с латиница Архив на оригинала от 2011-04-22 в Wayback Machine. – статия от Владимир Георгиев
- Някои предложения за транслитерация – статия от Димитър Скордев
- И умни неща, и глупости – статия от Надка Николова в Литертурен форум
- Капитулиралата грамотност Архив на оригинала от 2005-01-02 в Wayback Machine. (Разговор с Никола Георгиев)
- Най-честа грешка в писмените работи на децата е писането на 4 и 6 вместо „ч“ и „ш“[неработеща препратка] – статия от Юлияна Узаничева, в-к „Стандарт“, 19 юни 2003, стр. 14
- Информационната революция и културното предизвикателство към България[неработеща препратка], инж. Константин Павлов
- On the Romanization of Bulgarian and English – статия от Любомир Иванов
- Prакti4na азбука – статия в сп. „Тема“, разкриваща появата на термина „мето̀диевица“

### Институции
- Официални таблици за транслитерация – според Министерство на външните работи, Министерство на вътрешните работи Архив на оригинала от 2006-12-01 в Wayback Machine. и Министерство на държавната администрация и административната реформа Архив на оригинала от 2007-09-17 в Wayback Machine.
- Нов стандарт за клавиатурна подредба

### Съвети и инструкции за кирилизация
- Кирилизация на Windows[неработеща препратка]
- Фина настройка на клавиатурата на международен ГНУ/Линукс (с българските, руските и македонските букви на кирилицата)
- Кратки указания за конфигуриране на Netscape 4[неработеща препратка] (от 6lyokavitza.org)
- CyrTools 1.2 – инструменти за ремонт на файлове RTF, повредени от кирилизатор

### Програми за транслитерация към кирилица
- Превод на български текст от шльокавица (онлайн)
- Превод на български текст от латиница на кирилица (онлайн)
- Превод на руски текст от латиница на кирилица и обратно (онлайн)
- Онлайн транслитератор със собствени настройки, също и за форуми
- Motranslator[неработеща препратка], също за форуми
- Български транслитератор[неработеща препратка] (онлайн)
- Преобразувател между кирилица и методиевица (онлайн, превежда обратимо и в двете посоки)